# Гингст
Гингст (нем. Gingst) — община в Германии, в земле Мекленбург-Передняя Померания, входит в район Померания-Рюген, и подчиняется управлению Вест-Рюген.
Население составляет 1348 человек (на 31 декабря 2013 года). Занимает площадь 21,66 км².

## Состав коммуны
В состав коммуны входит 8 населённых пунктов:
1. Гингст (нем. Gingst) — центр коммуны. Первое упоминание относится к 1232 году.
2. Гюштин (нем. Güstin, 54°26′53″ с. ш. 13°16′42″ в. д.HGЯO) — ферма.
3. Капелле (нем. Kapelle, 54°27′30″ с. ш. 13°14′29″ в. д.HGЯO) — ферма.
4. Мальквиц (нем. Malkvitz, 54°27′40″ с. ш. 13°16′18″ в. д.HGЯO) — ферма.
5. Пресниц (нем. Presnitz, 54°28′25″ с. ш. 13°16′56″ в. д.HGЯO) — ферма.
6. Тешвиц (нем. Teschvitz, 54°28′05″ с. ш. 13°15′26″ в. д.HGЯO) — усадьба.
7. Фольсвиц (нем. Volsvitz, 54°27′15″ с. ш. 13°13′21″ в. д.HGЯO) — коттеджный посёлок.
8. Хайдхоф (нем. Haidhof, 54°26′13″ с. ш. 13°16′10″ в. д.HGЯO) — деревня.

## История
В 2011 году, после проведённых реформ, район Рюген был упразднён, а коммуна Гингст вошла в район Померания-Рюген.

## Галерея

Гингст на карте района и управления
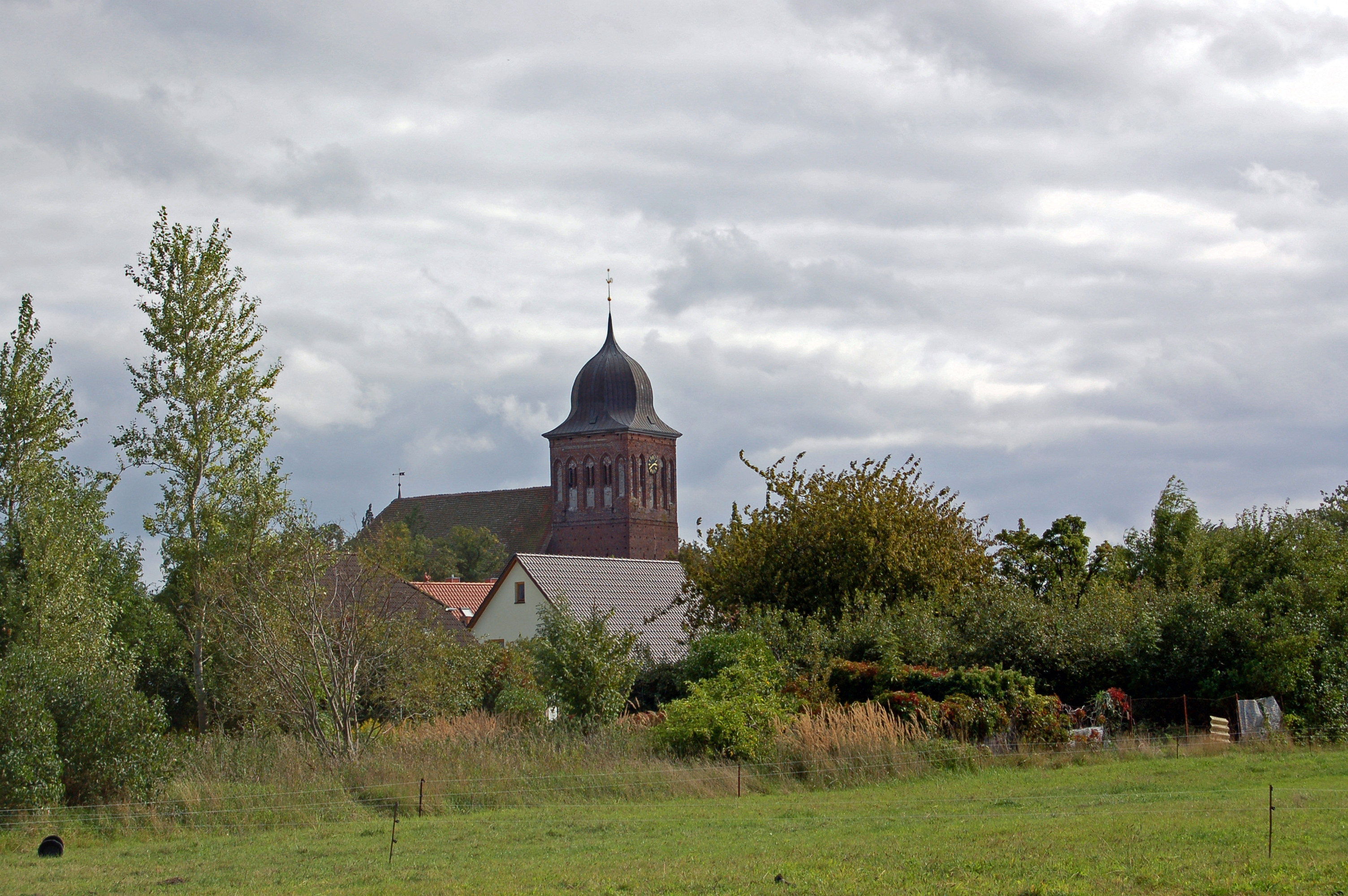
Церковь в Гингсте
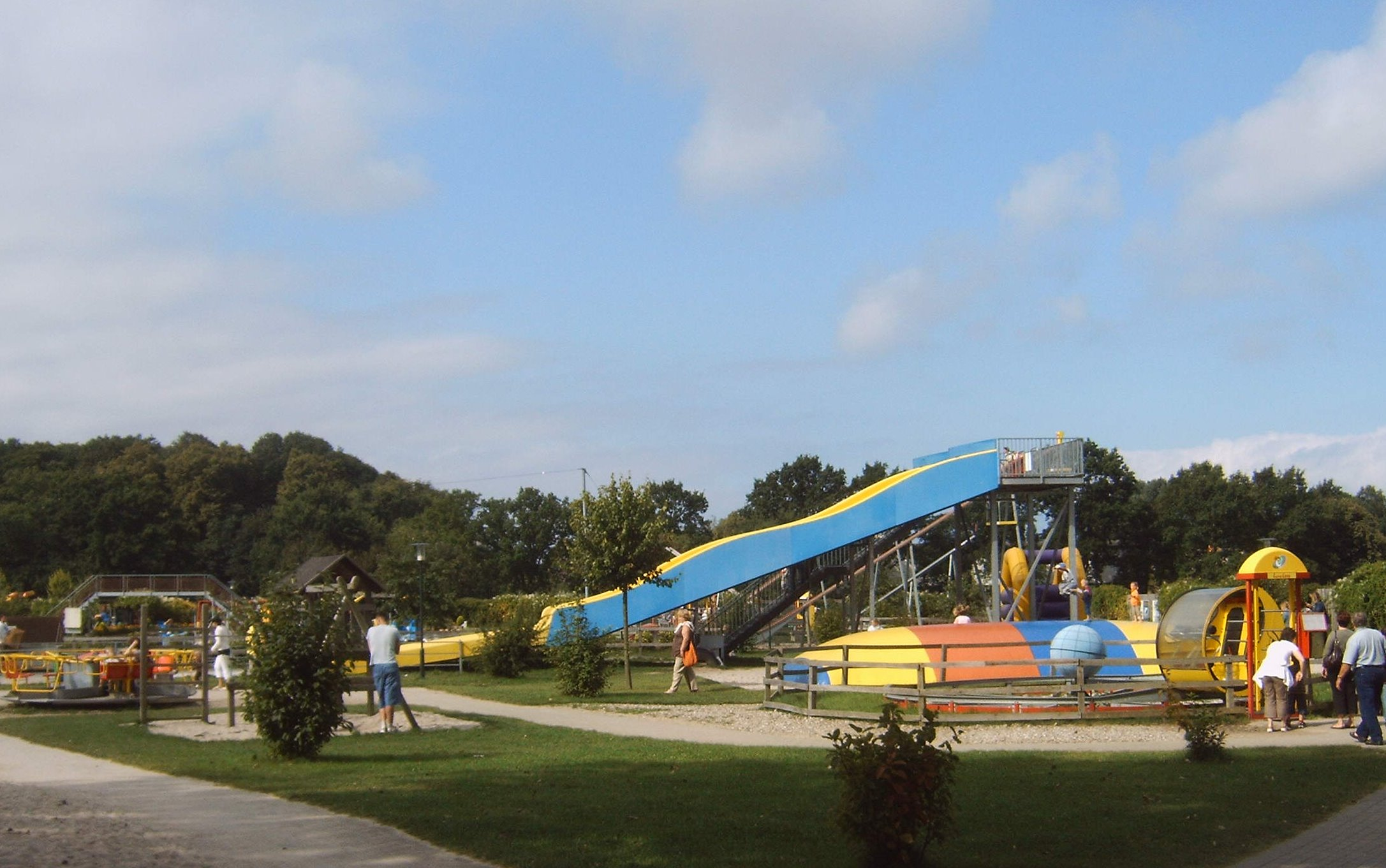
Парк развлечений
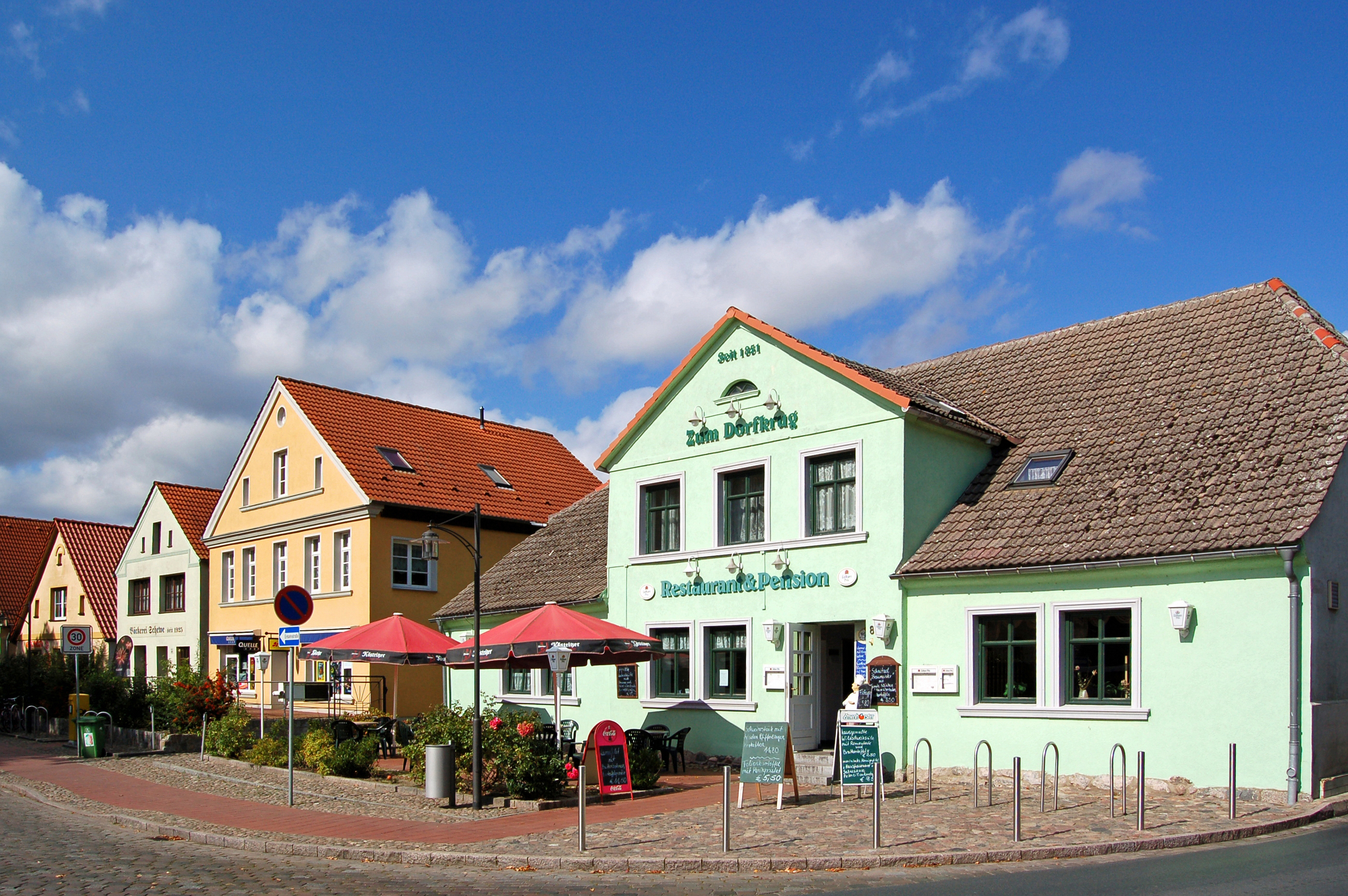
Центральная площадь Гингста